# Vestergrenopsis isidiata
Vestergrenopsis isidiata är en lavarart som först beskrevs av Gunnar Bror Fritiof Degelius och som fick sitt nu gällande namn av Å. Eilif Dahl. 
Vestergrenopsis isidiata ingår i släktet Vestergrenopsis och familjen Placynthiaceae. Enligt den finländska rödlistan är arten nära hotad i Finland. Arten är reproducerande i Sverige. Artens livsmiljö är klippor (inklusive flyttblock).